# Plataformismo
O plataformismo é uma tendência dentro do anarquismo que salienta a necessidade de uma forte organização dentro do movimento anarquista, para que possam ser capazes de influenciar efetivamente as classes trabalhadoras. Os grupos "plataformistas" rejeitam o modelo de vanguardismo leninista. Visam, em vez disso, "fazer das ideias anarquistas as principais ideias dentro da luta de classes". Os quatro princípios fundamentais pelos quais uma organização anarquista deve operar, segundo os plataformistas, são a unidade ideológica, a unidade tática, a responsabilidade coletiva e o federalismo.
Em geral, os grupos plataformistas tem como objetivo expandir a influência das ideias e métodos anarquistas na classe operária e camponesa, com grupos específicos de anarquistas influenciando as pessoas "comuns", ao invés de criar militantes de extrema esquerda. Isso geralmente implica uma disposição para trabalhar em campanhas de assunto único, com sindicatos e grupos comunitários e lutar por reformas imediatas, ligando-se a um projeto de construção da consciência e da organização popular. Portanto, os plataformistas rejeitam abordagens que possam vir a prejudicar tal objetivo, como por exemplo o anarquismo insurrecionário, assim como posições anti-sindicais ou que rejeitem a atividade de movimentos anti-imperialistas.
A denominação "Plataformista" deriva do manifesto conhecido como Plataforma Organizacional para uma União Geral de Anarquistas (Proposta), também conhecida como Plataforma Organizacional dos Comunistas Libertários, publicada em 1926 no periódico Dielo Truda do Grupo de Anarquistas Russos no Estrangeiro. O grupo, formado por veteranos anarquistas exilados da Revolução de Outubro de 1917 (o mais notável, Nestor Makhno, que teve um importante papel durante a Revolução Ucraniana de 1918-1921), ao formular as ideias da Plataforma, basearam-se em suas experiências durante a Revolução Russa e na vitória dos bolcheviques sobre os anarquistas e outros grupos de esquerda. A Plataforma tinha como intenção abordar e explicar as falhas do movimento anarquista durante os acontecimentos da Revolução Russa. O documento recebeu tanto elogios quanto críticas por outros anarquistas, e à época provocou um grande debate dentro do movimento.
Hoje, o plataformismo é uma corrente importante dentro do movimento anarquista internacional. Cerca de trinta organizações plataformistas e especifistas estão ligados entre si no projeto Anarkismo.net, que inclui grupos da África, América Latina, América do Norte e Europa. Pelo menos em termos de número de organizações afiliadas, a rede Anarkismo é maior do que outros organismos anarquistas internacionais, como a Internacional de Federações Anarquistas sintetista  e a Associação Internacional dos Trabalhadores anarcossindicalista. Entretanto, a rede Anarkismo não é uma "internacional" anarquista formal e não tem intenção de competir com outras organizações anarquistas.

## A plataforma

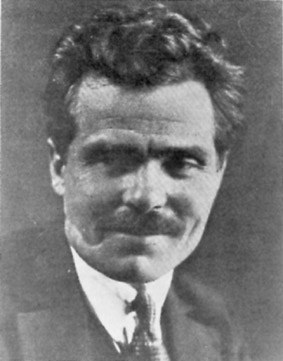
Nestor Makhno na época de escrita da Plataforma. Makhno foi um dos mentores ideológicos do Plataformismo.

A Plataforma Organizacional para uma União Geral de Anarquistas (Proposta) ou Plataforma Organizacional dos Comunistas Libertários foi escrita em 1926 pelo Grupo de Anarquistas Russos no Estrangeiro, um grupo de anarquistas russos e ucranianos exilados na França e que publicavam o periódico Dielo Truda, no qual publicaram a Plataforma. A Plataforma consistia em uma análise das crenças básicas dos anarquistas, uma visão de uma sociedade anarquista e recomendações sobre como uma organização anarquista deveria ser estruturada.
Os autores da Plataforma afirmaram que suas ideias básicas não eram novas e que elas estiveram sempre presentes na tradição anarquista. O plataformismo, portanto, não é uma forma revisionista do anarquismo clássico, e nem uma nova abordagem, e sim uma "atualização" de posições já consagradas dentro da ideologia anarquista.
Os autores da Plataforma citaram Piotr Kropotkin argumentando que "a formação de uma organização anarquista na Rússia, longe de ser prejudicial para a tarefa revolucionária, é, pelo contrário, desejável e útil no mais alto grau", assim como argumentaram que Bakunin "nunca se opôs à ideia de uma organização anarquista geral. Pelo contrário, suas aspirações quanto à organização, assim como sua atividade na Primeira Internacional, nos dão todo o direito de vê-lo como um partidário ativo exatamente de uma tal organização". Ainda afirmam que "em geral, a maioria dos militantes anarquistas ativos combateram toda ação dispersa, e sonharam com um movimento anarquista firmemente ligado pela unidade dos fins e dos meios".

### Ideias organizacionais
Os quatro princípios fundamentais do plataformismo, de acordo com a Plataforma, são:
- Unidade tática: "Uma linha tática comum no movimento tem importância decisiva para a existência da organização e de todo o movimento, prevenindo-o contra os efeitos nefastos de várias táticas que se neutralizam mutuamente, e concentrando todas as suas forças, orienta-o numa direção comum que conduz a um objetivo determinado"[3].
- Unidade teórica: "A teoria representa a força que dirige a atividade das pessoas e das organizações por um caminho definido e para um objetivo determinado. Naturalmente, a teoria deve ser comum para todas as pessoas e organizações que aderirem à União Geral. Toda atividade da União Geral Anarquista, tanto em caráter geral como em particular, deve estar em perfeito acordo com os princípios teóricos da União"[3].
- Responsabilidade coletiva: "A prática que consiste em agir em nome da responsabilidade pessoal deve ser condenada e rejeitada no movimento anarquista. Os domínios da vida revolucionária, social e política, são antes de tudo coletivos por sua natureza. A atividade social revolucionária não pode se basear na responsabilidade pessoal dos militantes isolados"[3].
- Federalismo: "Contra o centralismo, o anarquismo sempre professou e defendeu o princípio do federalismo, que harmoniza a independência e a iniciativa dos indivíduos ou da organização com o interesse da causa comum"[3].

## O plataformismo atualmente
Atualmente, há organizações anarquistas baseadas nas premissas plataformistas em vários países, como:
- Workers Solidarity Movement na Irlanda;
- Common Struggle/Lucha Común nos Estados Unidos;
- Union Communiste Libertaire, Common Cause[8] e Prairie Struggle Organization[9] no Canadá;
- Melbourne Anarchist Communist Group (MACG) e Sydney Arnarchist Communist Trajectory (SACT) na Austrália;
- Federazione dei Comunisti Anarchici (FdCA) na Itália;
- Union Communiste Libertaire e Alternative Libertaire na França;
- Motmakt[10] na Noruega;
- Libertære Socialister[11] na Dinamarca;
- Federação Comunista Libertária (FDC) e Organização Comunista Libertária (OCL) no Chile;
- Federação Anarco-Comunista da Argentina (FACA) e a Linha Anarco-Comunista (LAC) na Argentina;
- A Liga Sindical Operária e Camponesa (LSOC) uma organização anarcossindicalista e plataformista e o Coletivo Ação Direta (CAD) no Brasil;
- União Socialista Libertária no Peru;
- Aliança dos Comunistas Libertários (ACL) no México;
- Zabalaza Anarchist Communist Front (ZACF) na África do Sul.[12].

Outras organizações relevantes com inspiração plataformista ou especifista foram a extinta rede Solidariedade Internacional Libertária e a sua sucessora, a rede Anarkismo.net, que funciona com a colaboração de cerca de 30 organizações plataformistas e especifistas de todo o mundo.

## Outras denominações
Alguns grupos plataformistas atualmente preferem não utilizar tal denominação, muitas vezes definindo-se como "anarquistas comunistas", "anarquistas sociais", "comunistas/socialistas libertários". Muitos grupos afirmam que a Plataforma de 1926 foi limitada na abordagem de certos tópicos e apontam que ela tratava-se de uma proposta, e que assim sendo, nunca teve a intenção de ser aprovada em sua totalidade na forma original. A Federazione dei Comunisti Anarchici italiana, por exemplo, não advoga o princípio de "unidade tática", que de acordo com eles é impossível de alcançar em uma grande área, e ao invés desse princípio adotam o de "homogeneidade tática".

## Críticas
A Plataforma recebeu fortes críticas de alguns setores do movimento anarquista da época, incluindo algumas de anarquistas proeminentes como Voline, Errico Malatesta, Luigi Fabbri, Camillo Berneri, Max Nettlau, Alexander Berkman, Emma Goldman e Gregori Maximoff.
Embora muitas críticas à Plataforma partissem da rejeição direta de suas propostas, algumas parecem ter surgido a partir de mal-entendidos. Malatesta, por exemplo, inicialmente acreditava que a Plataforma era "tipicamente autoritária", e que "não só não facilitará a vitória do comunismo anarquista, como falsificará o espírito anarquista e resultará no contrário do que esperam seus organizadores". Entretanto, após entrar em correspondência com Makhno e ver a formação de um grupo plataformista, Malatesta concluiu que de fato estava de acordo com as posições da Plataforma, mas tinha confundido-se pela linguagem usada pelos autores:

Mas talvez isto tudo não seja mais do que uma questão de palavras. Já na minha resposta a Makhno eu dizia: "Pode acontecer que, falando de responsabilidade coletiva, vós entendeis o acordo e a solidariedade que devem existir entre os membros de uma associação. E se é assim, a vossa expressão seria, a meu ver, um uso impróprio de linguagem, mas no fundo tratar-se-ia apenas de uma questão de palavras e estaríamos próximos de um entendimento". E agora, ao ler aquilo que dizem os companheiros do XVIII° eu vejo-me em acordo substancial com a sua maneira de conceber a organização anárquica (muito longe do espírito autoritário que a "Plataforma" parecia revelar) e estou vendo confirmada a minha esperança de que sob diferenças de linguagens se encerra verdadeiramente uma identidade de propósitos.

Há ainda uma discussão acerca das traduções que o documento recebeu. Alexandre Skirda, em seu livro Facing the Enemy: A history of Anarchist Organization from Proudhon to May 1968, atribui muito das controvérsias e críticas acerca da Plataforma à tradução francesa feita por Voline, opositor do projeto.

## Alternativa sintetista
Como uma alternativa ao plataformismo, Voline e Sébastien Faure propuseram o anarquismo sintetista, ou sintetismo, que visava juntar anarquistas de diferentes tendências sob os princípios do anarquismo sem adjetivos.
No lugar da ênfase do plataformismo na unidade tática, teórica e organizacional, o sintetismo defendeu uma organização mais flexível e que pudesse agrupar anarquistas de diversas vertentes. Os plataformistas veem as organizações sintetistas como fracas apesar de seu número de adeptos, já que a falta de afinidade em certas questões pode vir a dificultar o empreendimento de certas ações.